# Wereldbeker alpineskiën 2016/2017
Het FIS wereldbeker alpineskiën seizoen 2016/2017 was het 51e seizoen sinds het seizoen 1966/1967 en werd op zaterdag 22 oktober 2016 geopend met de traditionele reuzenslalom voor vrouwen in het Oostenrijkse skioord Sölden in Tirol, een dag later begonnen ook de mannen aan hun seizoen met de reuzenslalom. Het seizoen werd op zondag 19 maart 2017 afgesloten met een reuzenslalom voor vrouwen en een slalom voor mannen in het Amerikaanse Aspen.
De alpineskiër die op het einde van het seizoen de meeste punten had verzameld, won de algemene wereldbeker. Ook per discipline werd een apart wereldbekerklassement opgemaakt. De Oostenrijker Marcel Hirscher en de Amerikaanse Mikaela Shiffrin wonnen de algemene wereldbeker.

## Mannen

### Kalender
| Datum | Plaats                     | Onderdeel            | Eerste               | Tweede                  | Derde                                  |
| --- | -------------------------- | -------------------- | -------------------- | ----------------------- | -------------------------------------- |
| 23/10/2016 | Sölden                     | Reuzenslalom         | Alexis Pinturault    | Marcel Hirscher         | Felix Neureuther                       |
| 13/11/2016 | Levi                       | Slalom               | Marcel Hirscher      | Michael Matt            | Manfred Mölgg                          |
| 26/11/2016 | Lake Louise                | Afdaling             | Afgelast             | Afgelast                | Afgelast                               |
| 27/11/2016 | Lake Louise                | Super G              | Afgelast             | Afgelast                | Afgelast                               |
| 02/12/2016 | Val-d'Isère                | Super G              | Kjetil Jansrud       | Aksel Lund Svindal      | Dominik Paris                          |
| 03/12/2016 | Val-d'Isère                | Afdaling             | Kjetil Jansrud       | Peter Fill              | Aksel Lund Svindal                     |
| 04/12/2016 | Val-d'Isère                | Reuzenslalom         | Mathieu Faivre       | Marcel Hirscher         | Alexis Pinturault                      |
| 10/12/2016 | Val-d'Isère                | Reuzenslalom         | Alexis Pinturault    | Marcel Hirscher         | Henrik Kristoffersen                   |
| 11/12/2016 | Val-d'Isère                | Slalom               | Henrik Kristoffersen | Marcel Hirscher         | Aleksandr Chorosjilov                  |
| 16/12/2016 | Val Gardena                | Super G              | Kjetil Jansrud       | Aleksander Aamodt Kilde | Erik Guay                              |
| 17/12/2016 | Val Gardena                | Afdaling             | Max Franz            | Aksel Lund Svindal      | Steven Nyman                           |
| 18/12/2016 | Alta Badia                 | Reuzenslalom         | Marcel Hirscher      | Mathieu Faivre          | Florian Eisath                         |
| 19/12/2016 | Alta Badia                 | Parallelreuzenslalom | Cyprien Sarrazin     | Carlo Janka             | Kjetil Jansrud                         |
| 22/12/2016 | Madonna di Campiglio       | Slalom               | Henrik Kristoffersen | Marcel Hirscher         | Stefano Gross                          |
| 27/12/2016 | Santa Caterina di Valfurva | Super G              | Kjetil Jansrud       | Hannes Reichelt         | Dominik Paris                          |
| 28/12/2016 | Santa Caterina di Valfurva | Afdaling             | Afgelast             | Afgelast                | Afgelast                               |
| 29/12/2016 | Santa Caterina di Valfurva | Alpine combinatie    | Alexis Pinturault    | Marcel Hirscher         | Aleksander Aamodt Kilde                |
| 05/01/2017 | Zagreb                     | Slalom               | Manfred Mölgg        | Felix Neureuther        | Henrik Kristoffersen                   |
| 07/01/2017 | Adelboden                  | Reuzenslalom         | Alexis Pinturault    | Marcel Hirscher         | Philipp Schörghofer                    |
| 08/01/2017 | Adelboden                  | Slalom               | Henrik Kristoffersen | Manfred Mölgg           | Marcel Hirscher                        |
| 13/01/2017 | Wengen                     | Alpine Combinatie    | Niels Hintermann     | Maxence Muzaton         | Frederic Berthold                      |
| 14/01/2017 | Wengen                     | Afdaling             | Afgelast             | Afgelast                | Afgelast                               |
| 15/01/2017 | Wengen                     | Slalom               | Henrik Kristoffersen | Marcel Hirscher         | Felix Neureuther                       |
| 20/01/2017 | Kitzbühel                  | Super G              | Matthias Mayer       | Christof Innerhofer     | Beat Feuz                              |
| 21/01/2017 | Kitzbühel                  | Afdaling             | Dominik Paris        | Valentin Giraud Moine   | Johan Clarey                           |
| 22/01/2017 | Kitzbühel                  | Slalom               | Marcel Hirscher      | Dave Ryding             | Aleksandr Chorosjilov                  |
| 24/01/2017 | Schladming                 | Slalom               | Henrik Kristoffersen | Marcel Hirscher         | Aleksandr Chorosjilov                  |
| 27/01/2017 | Garmisch-Partenkirchen     | Afdaling             | Travis Ganong        | Kjetil Jansrud          | Peter Fill                             |
| 28/01/2017 | Garmisch-Partenkirchen     | Afdaling             | Hannes Reichelt      | Peter Fill              | Beat Feuz                              |
| 29/01/2017 | Garmisch-Partenkirchen     | Reuzenslalom         | Marcel Hirscher      | Matts Olsson            | Stefan Luitz                           |
| 31/01/2017 | Stockholm                  | City Event           | Linus Straßer        | Alexis Pinturault       | Mattias Hargin                         |
| 6 tot en met 19 februari 2017: Wereldkampioenschappen alpineskiën 2017 in Sankt Moritz (telt niet mee voor wereldbeker) |                            |                      |                      |                         |                                        |
| 24/02/2017 | Kvitfjell                  | Afdaling             | Boštjan Kline        | Matthias Mayer          | Kjetil Jansrud                         |
| 25/02/2017 | Kvitfjell                  | Afdaling             | Kjetil Jansrud       | Peter Fill              | Beat Feuz                              |
| 26/02/2017 | Kvitfjell                  | Super G              | Peter Fill           | Erik Guay               | Hannes Reichelt                        |
| 04/03/2017 | Kranjska Gora              | Reuzenslalom         | Marcel Hirscher      | Leif Kristian Haugen    | Matts Olsson                           |
| 05/03/2017 | Kranjska Gora              | Slalom               | Michael Matt         | Stefano Gross           | Felix Neureuther                       |
| 15/03/2017 | Aspen                      | Afdaling             | Dominik Paris        | Peter Fill              | Carlo Janka                            |
| 16/03/2017 | Aspen                      | Super G              | Hannes Reichelt      | Dominik Paris           | Mauro Caviezel Aleksander Aamodt Kilde |
| 18/03/2017 | Aspen                      | Reuzenslalom         | Marcel Hirscher      | Felix Neureuther        | Mathieu Faivre                         |
| 19/03/2017 | Aspen                      | Slalom               | André Myhrer         | Felix Neureuther        | Michael Matt                           |

### Eindstanden
| Algemeen klassement | Algemeen klassement     | Algemeen klassement | Algemeen klassement | Algemeen klassement | Algemeen klassement   | Algemeen klassement | Algemeen klassement | Algemeen klassement | Algemeen klassement    | Algemeen klassement | Algemeen klassement |
| #                   | Naam                    | Land                | Punten              | #                   | Naam                  | Land                | Punten              | #                   | Naam                   | Land                | Punten              |
| ------------------- | ----------------------- | ------------------- | ------------------- | ------------------- | --------------------- | ------------------- | ------------------- | ------------------- | ---------------------- | ------------------- | ------------------- |
| 1                   | Marcel Hirscher         | AUT                 | 1599                | 11                  | Beat Feuz             | SUI                 | 447                 | 21                  | Stefano Gross          | ITA                 | 345                 |
| 2                   | Kjetil Jansrud          | NOR                 | 924                 | 12                  | Carlo Janka           | SUI                 | 446                 | 22                  | Adrien Théaux          | FRA                 | 340                 |
| 3                   | Henrik Kristoffersen    | NOR                 | 903                 | 13                  | Matthias Mayer        | AUT                 | 442                 | 23                  | Stefan Luitz           | GER                 | 338                 |
| 4                   | Alexis Pinturault       | FRA                 | 875                 | 14                  | Mathieu Faivre        | FRA                 | 440                 | 24                  | Dave Ryding            | GBR                 | 338                 |
| 5                   | Felix Neureuther        | GER                 | 790                 | 15                  | André Myhrer          | SWE                 | 434                 | 25                  | Max Franz              | AUT                 | 329                 |
| 6                   | Peter Fill              | ITA                 | 693                 | 16                  | Erik Guay             | CAN                 | 430                 | 26                  | Travis Ganong          | USA                 | 327                 |
| 7                   | Aleksander Aamodt Kilde | NOR                 | 668                 | 17                  | Leif Kristian Haugen  | NOR                 | 384                 | 27                  | Victor Muffat-Jeandet  | FRA                 | 324                 |
| 8                   | Dominik Paris           | ITA                 | 653                 | 18                  | Michael Matt          | AUT                 | 382                 | 28                  | Vincent Kriechmayr     | AUT                 | 309                 |
| 9                   | Manfred Mölgg           | ITA                 | 580                 | 19                  | Aleksandr Chorosjilov | RUS                 | 372                 | 29                  | Manuel Osborne-Paradis | CAN                 | 290                 |
| 10                  | Hannes Reichelt         | AUT                 | 556                 | 20                  | Boštjan Kline         | SLO                 | 352                 | 30                  | Mattias Hargin         | SWE                 | 270                 |

| Afdaling | Afdaling        | Afdaling | Afdaling |
| #        | Naam            | Land     | Punten   |
| -------- | --------------- | -------- | -------- |
| 1        | Peter Fill      | ITA      | 454      |
| 2        | Kjetil Jansrud  | NOR      | 431      |
| 3        | Dominik Paris   | ITA      | 371      |
| 4        | Beat Feuz       | SUI      | 259      |
| 5        | Erik Guay       | CAN      | 255      |
| 6        | Hannes Reichelt | AUT      | 253      |
| 7        | Carlo Janka     | SUI      | 240      |
| 8        | Matthias Mayer  | AUT      | 237      |
| 9        | Adrien Théaux   | FRA      | 233      |
| 10       | Boštjan Kline   | SLO      | 230      |

| Super G | Super G                 | Super G | Super G |
| #       | Naam                    | Land    | Punten  |
| ------- | ----------------------- | ------- | ------- |
| 1       | Kjetil Jansrud          | NOR     | 394     |
| 2       | Hannes Reichelt         | AUT     | 303     |
| 3       | Aleksander Aamodt Kilde | NOR     | 299     |
| 4       | Dominik Paris           | ITA     | 277     |
| 5       | Peter Fill              | ITA     | 226     |
| 6       | Max Franz               | AUT     | 190     |
| 7       | Matthias Mayer          | AUT     | 189     |
| 8       | Beat Feuz               | SUI     | 187     |
| 9       | Erik Guay               | CAN     | 175     |
| 10      | Mauro Caviezel          | SUI     | 135     |

| Combinatie | Combinatie              | Combinatie | Combinatie |
| #          | Naam                    | Land       | Punten     |
| ---------- | ----------------------- | ---------- | ---------- |
| 1          | Alexis Pinturault       | FRA        | 111        |
| 2          | Niels Hintermann        | SUI        | 100        |
| 3          | Aleksander Aamodt Kilde | NOR        | 92         |
| 4          | Justin Murisier         | SUI        | 86         |
| 5          | Marcel Hirscher         | AUT        | 80         |
| 5          | Maxence Muzaton         | FRA        | 80         |
| 7          | Valentin Giraud Moine   | FRA        | 79         |
| 8          | Frederic Berthold       | AUT        | 60         |
| 9          | Victor Muffat-Jeandet   | FRA        | 58         |
| 10         | Mauro Caviezel          | SUI        | 54         |

| Reuzenslalom | Reuzenslalom         | Reuzenslalom | Reuzenslalom |
| #            | Naam                 | Land         | Punten       |
| ------------ | -------------------- | ------------ | ------------ |
| 1            | Marcel Hirscher      | AUT          | 733          |
| 2            | Mathieu Faivre       | FRA          | 440          |
| 3            | Alexis Pinturault    | FRA          | 439          |
| 4            | Felix Neureuther     | GER          | 370          |
| 5            | Henrik Kristoffersen | NOR          | 328          |
| 6            | Leif Kristian Haugen | NOR          | 282          |
| 7            | Stefan Luitz         | GER          | 281          |
| 8            | Matts Olsson         | SWE          | 264          |
| 9            | Florian Eisath       | ITA          | 252          |
| 10           | Philipp Schörghofer  | AUT          | 184          |

| Slalom | Slalom                | Slalom | Slalom |
| #      | Naam                  | Land   | Punten |
| ------ | --------------------- | ------ | ------ |
| 1      | Marcel Hirscher       | AUT    | 735    |
| 2      | Henrik Kristoffersen  | NOR    | 575    |
| 3      | Manfred Mölgg         | ITA    | 476    |
| 4      | Felix Neureuther      | GER    | 420    |
| 5      | Michael Matt          | AUT    | 382    |
| 6      | Aleksandr Chorosjilov | RUS    | 372    |
| 7      | Stefano Gross         | ITA    | 345    |
| 8      | Dave Ryding           | GBR    | 338    |
| 9      | André Myhrer          | SWE    | 284    |
| 10     | Mattias Hargin        | SWE    | 270    |

## Vrouwen

### Kalender
| Datum | Plaats                 | Onderdeel         | Eerste                  | Tweede                  | Derde                           |
| --- | ---------------------- | ----------------- | ----------------------- | ----------------------- | ------------------------------- |
| 22/10/2016 | Sölden                 | Reuzenslalom      | Lara Gut                | Mikaela Shiffrin        | Marta Bassino                   |
| 12/11/2016 | Levi                   | Slalom            | Mikaela Shiffrin        | Wendy Holdener          | Petra Vlhová                    |
| 26/11/2016 | Killington             | Reuzenslalom      | Tessa Worley            | Nina Løseth             | Sofia Goggia                    |
| 27/11/2016 | Killington             | Slalom            | Mikaela Shiffrin        | Veronika Velez Zuzulová | Wendy Holdener                  |
| 02/12/2016 | Lake Louise            | Afdaling          | Ilka Štuhec             | Sofia Goggia            | Kajsa Kling                     |
| 03/12/2016 | Lake Louise            | Afdaling          | Ilka Štuhec             | Lara Gut                | Edit Miklós                     |
| 04/12/2016 | Lake Louise            | Super G           | Lara Gut                | Tina Weirather          | Sofia Goggia                    |
| 10/12/2016 | Sestriere              | Reuzenslalom      | Tessa Worley            | Sofia Goggia            | Lara Gut                        |
| 11/12/2016 | Sestriere              | Slalom            | Mikaela Shiffrin        | Veronika Velez Zuzulová | Wendy Holdener                  |
| 16/12/2016 | Val-d'Isère            | Alpine combinatie | Ilka Štuhec             | Michelle Gisin          | Sofia Goggia                    |
| 17/12/2016 | Val-d'Isère            | Afdaling          | Ilka Štuhec             | Cornelia Hütter         | Sofia Goggia                    |
| 18/12/2016 | Val-d'Isère            | Super G           | Lara Gut                | Tina Weirather          | Elena Curtoni                   |
| 20/12/2016 | Courchevel             | Reuzenslalom      | Afgelast                | Afgelast                | Afgelast                        |
| 27/12/2016 | Semmering              | Reuzenslalom      | Mikaela Shiffrin        | Tessa Worley            | Manuela Mölgg                   |
| 28/12/2016 | Semmering              | Reuzenslalom      | Mikaela Shiffrin        | Tessa Worley            | Viktoria Rebensburg             |
| 29/12/2016 | Semmering              | Slalom            | Mikaela Shiffrin        | Veronika Velez Zuzulová | Wendy Holdener                  |
| 03/01/2017 | Zagreb                 | Slalom            | Veronika Velez Zuzulová | Petra Vlhová            | Šárka Strachová                 |
| 07/01/2017 | Maribor                | Reuzenslalom      | Tessa Worley            | Sofia Goggia            | Lara Gut                        |
| 08/01/2017 | Maribor                | Slalom            | Mikaela Shiffrin        | Wendy Holdener          | Frida Hansdotter                |
| 10/01/2017 | Flachau                | Slalom            | Frida Hansdotter        | Nina Løseth             | Mikaela Shiffrin Wendy Holdener |
| 15/01/2017 | Altenmarkt-Zauchensee  | Afdaling          | Christine Scheyer       | Tina Weirather          | Jacqueline Wiles                |
| 15/01/2017 | Altenmarkt-Zauchensee  | Alpine Combinatie | Afgelast                | Afgelast                | Afgelast                        |
| 21/01/2017 | Garmisch-Partenkirchen | Afdaling          | Lindsey Vonn            | Lara Gut                | Viktoria Rebensburg             |
| 22/01/2017 | Garmisch-Partenkirchen | Super G           | Lara Gut                | Stephanie Venier        | Tina Weirather                  |
| 24/01/2017 | Kronplatz              | Reuzenslalom      | Federica Brignone       | Tessa Worley            | Marta Bassino                   |
| 28/01/2017 | Cortina d'Ampezzo      | Afdaling          | Lara Gut                | Sofia Goggia            | Ilka Štuhec                     |
| 29/01/2017 | Cortina d'Ampezzo      | Super G           | Ilka Štuhec             | Sofia Goggia            | Anna Veith                      |
| 31/01/2017 | Stockholm              | City Event        | Mikaela Shiffrin        | Veronika Velez Zuzulová | Nina Løseth                     |
| 6 tot en met 19 februari 2017: Wereldkampioenschappen alpineskiën 2017 in Sankt Moritz (telt niet mee voor wereldbeker) |                        |                   |                         |                         |                                 |
| 24/02/2017 | Crans-Montana          | Alpine Combinatie | Federica Brignone       | Ilka Štuhec             | Michaela Kirchgasser            |
| 25/02/2017 | Crans-Montana          | Super G           | Ilka Štuhec             | Elena Curtoni           | Stephanie Venier                |
| 26/02/2017 | Crans-Montana          | Alpine Combinatie | Mikaela Shiffrin        | Federica Brignone       | Ilka Štuhec                     |
| 04/03/2017 | Jeongseon              | Afdaling          | Sofia Goggia            | Lindsey Vonn            | Ilka Štuhec                     |
| 05/03/2017 | Jeongseon              | Super G           | Sofia Goggia            | Lindsey Vonn            | Ilka Štuhec                     |
| 10/03/2017 | Squaw Valley           | Reuzenslalom      | Mikaela Shiffrin        | Federica Brignone       | Tessa Worley                    |
| 11/03/2017 | Squaw Valley           | Slalom            | Mikaela Shiffrin        | Šárka Strachová         | Bernadette Schild               |
| 15/03/2017 | Aspen                  | Afdaling          | Ilka Štuhec             | Lindsey Vonn            | Sofia Goggia                    |
| 16/03/2017 | Aspen                  | Super G           | Tina Weirather          | Ilka Štuhec             | Federica Brignone               |
| 18/03/2017 | Aspen                  | Slalom            | Petra Vlhová            | Mikaela Shiffrin        | Frida Hansdotter                |
| 19/03/2017 | Aspen                  | Reuzenslalom      | Federica Brignone       | Sofia Goggia            | Marta Bassino                   |

### Eindstanden
| Algemeen klassement | Algemeen klassement | Algemeen klassement | Algemeen klassement | Algemeen klassement | Algemeen klassement     | Algemeen klassement | Algemeen klassement | Algemeen klassement | Algemeen klassement  | Algemeen klassement | Algemeen klassement |
| #                   | Naam                | Land                | Punten              | #                   | Naam                    | Land                | Punten              | #                   | Naam                 | Land                | Punten              |
| ------------------- | ------------------- | ------------------- | ------------------- | ------------------- | ----------------------- | ------------------- | ------------------- | ------------------- | -------------------- | ------------------- | ------------------- |
| 1                   | Mikaela Shiffrin    | USA                 | 1643                | 11                  | Veronika Velez Zuzulová | SVK                 | 565                 | 21                  | Šárka Strachová      | CZE                 | 394                 |
| 2                   | Ilka Štuhec         | SLO                 | 1325                | 12                  | Nina Løseth             | NOR                 | 519                 | 22                  | Kajsa Kling          | SWE                 | 383                 |
| 3                   | Sofia Goggia        | ITA                 | 1197                | 13                  | Frida Hansdotter        | SWE                 | 468                 | 23                  | Bernadette Schild    | AUT                 | 371                 |
| 4                   | Lara Gut            | SUI                 | 1023                | 14                  | Marie-Michèle Gagnon    | CAN                 | 452                 | 24                  | Johanna Schnarf      | ITA                 | 352                 |
| 5                   | Federica Brignone   | ITA                 | 895                 | 15                  | Nicole Schmidhofer      | AUT                 | 448                 | 25                  | Laurenne Ross        | USA                 | 343                 |
| 6                   | Tessa Worley        | FRA                 | 870                 | 16                  | Stephanie Venier        | AUT                 | 434                 | 26                  | Christine Scheyer    | AUT                 | 343                 |
| 7                   | Tina Weirather      | LIE                 | 857                 | 17                  | Elena Curtoni           | ITA                 | 426                 | 27                  | Michelle Gisin       | SUI                 | 324                 |
| 8                   | Wendy Holdener      | SUI                 | 692                 | 18                  | Marta Bassino           | ITA                 | 413                 | 28                  | Michaela Kirchgasser | AUT                 | 308                 |
| 9                   | Viktoria Rebensburg | GER                 | 651                 | 19                  | Lindsey Vonn            | USA                 | 411                 | 29                  | Mélanie Meillard     | SUI                 | 305                 |
| 10                  | Petra Vlhová        | SVK                 | 589                 | 20                  | Ragnhild Mowinckel      | SUI                 | 399                 | 30                  | Manuela Mölgg        | ITA                 | 289                 |

| Afdaling | Afdaling            | Afdaling | Afdaling |
| #        | Naam                | Land     | Punten   |
| -------- | ------------------- | -------- | -------- |
| 1        | Ilka Štuhec         | SLO      | 597      |
| 2        | Sofia Goggia        | ITA      | 460      |
| 3        | Lara Gut            | SUI      | 360      |
| 4        | Lindsey Vonn        | USA      | 280      |
| 5        | Tina Weirather      | LIE      | 256      |
| 6        | Johanna Schnarf     | ITA      | 244      |
| 7        | Viktoria Rebensburg | GER      | 221      |
| 8        | Nicole Schmidhofer  | AUT      | 208      |
| 9        | Laurenne Ross       | USA      | 204      |
| 10       | Christine Scheyer   | AUT      | 196      |

| Super G | Super G            | Super G | Super G |
| #       | Naam               | Land    | Punten  |
| ------- | ------------------ | ------- | ------- |
| 1       | Tina Weirather     | LIE     | 435     |
| 2       | Ilka Štuhec        | SLO     | 430     |
| 3       | Lara Gut           | SUI     | 300     |
| 4       | Elena Curtoni      | ITA     | 271     |
| 5       | Stephanie Venier   | AUT     | 255     |
| 6       | Sofia Goggia       | ITA     | 240     |
| 7       | Nicole Schmidhofer | AUT     | 240     |
| 8       | Federica Brignone  | ITA     | 222     |
| 9       | Tessa Worley       | FRA     | 167     |
| 10      | Kajsa Kling        | SWE     | 156     |

| Combinatie | Combinatie           | Combinatie | Combinatie |
| #          | Naam                 | Land       | Punten     |
| ---------- | -------------------- | ---------- | ---------- |
| 1          | Ilka Štuhec          | SLO        | 240        |
| 2          | Federica Brignone    | ITA        | 220        |
| 3          | Wendy Holdener       | SUI        | 140        |
| 4          | Michaela Kirchgasser | AUT        | 105        |
| 5          | Michelle Gisin       | SUI        | 104        |
| 6          | Mikaela Shiffrin     | USA        | 100        |
| 7          | Marie-Michèle Gagnon | CAN        | 100        |
| 8          | Sofia Goggia         | ITA        | 92         |
| 9          | Ragnhild Mowinckel   | NOR        | 67         |
| 10         | Maruša Ferk          | SLO        | 67         |

| Reuzenslalom | Reuzenslalom        | Reuzenslalom | Reuzenslalom |
| #            | Naam                | Land         | Punten       |
| ------------ | ------------------- | ------------ | ------------ |
| 1            | Tessa Worley        | FRA          | 685          |
| 2            | Mikaela Shiffrin    | USA          | 600          |
| 3            | Sofia Goggia        | ITA          | 405          |
| 4            | Federica Brignone   | ITA          | 370          |
| 5            | Lara Gut            | SUI          | 360          |
| 6            | Marta Bassino       | ITA          | 354          |
| 7            | Viktoria Rebensburg | GER          | 277          |
| 8            | Ana Drev            | SLO          | 239          |
| 9            | Manuela Mölgg       | ITA          | 236          |
| 10           | Ragnhild Mowinckel  | NOR          | 188          |

| Slalom | Slalom                  | Slalom | Slalom |
| #      | Naam                    | Land   | Punten |
| ------ | ----------------------- | ------ | ------ |
| 1      | Mikaela Shiffrin        | USA    | 840    |
| 2      | Veronika Velez Zuzulová | SVK    | 565    |
| 3      | Wendy Holdener          | SUI    | 455    |
| 4      | Frida Hansdotter        | SWE    | 432    |
| 5      | Petra Vlhová            | SVK    | 411    |
| 6      | Šárka Strachová         | CZE    | 394    |
| 7      | Nina Løseth             | NOR    | 362    |
| 8      | Bernadette Schild       | AUT    | 320    |
| 9      | Chiara Costazza         | ITA    | 206    |
| 10     | Mélanie Meillard        | SUI    | 195    |

## Uitzendrechten
- Canada: CBC Sports[11]
- Duitsland: ARD/ZDF[12]
- Finland: Yle
- Nederland: Eurosport
- Noorwegen: NRK
- Zweden: SVT[13][14]
- Zwitserland: SRG SSR[15]